# Stibadium murisca
Stibadium murisca là một loài bướm đêm trong họ Noctuidae.